# رونو دو شاتیون
رونو دو شاتیون (فرانسوی: Renaud de Châtillon‎; ح. ۱۱۲۵ – ۴ ژوئیه ۱۱۸۷) که با نام‌هایی همچون ریجینالد یا اَرْناط نیز شناخته می‌شود، شاهزاده انطاکیه از سال ۱۱۵۳ تا ۱۱۶۰ یا ۱۱۶۱ میلادی و ارباب ماورای اردن از سال ۱۱۷۵ تا زمان مرگش بود. وی در خاندانی اشرافی به‌دنیا آمد و پس از دست‌دادن میراث پدرش، طی جنگ صلیبی دوم در سال ۱۱۴۷ عازم شرق شد. وی در پادشاهی اورشلیم مستقر شد و به خدمت ارتش خاندان سلطنتی به‌عنوان مزدور درآمد. از نظر بیشتر مورخان، رونو یکی از عوامل اصلی سقوط پادشاهی اورشلیم و تغییر شرایط جنگ صلیبی در شرق بود در حالی که برخی دیگر همچون برنارد همیلتون معتقدند که وی تنها کسی بود که تلاش می‌کرد تا مانع از اتحاد میان دولت‌های مسلمان با صلاح‌الدین شود.
رونو در سال ۱۱۵۳با وجود مخالفت اتباع و اشراف انطاکیه با کُنسْتانس، حاکم شاهزاده‌نشین انطاکیه ازدواج کرد. وی همیشه محتاج به پول بود؛ او آیْمِری لیموژ، پاتریارک لاتین انطاکیه را به دلیل رد درخواستش برای پرداخت اعانه دستگیر و شکنجه کرد. رونو همچنین حملاتی را برای غارت قبرس در سال ۱۱۵۵ ترتیب داد که منجر به ویرانی گستردهٔ بخش‌هایی از این جزیره شد. ۴ سال بعد، امپراتور بیزانس، مانوئل یکم، همراه با ارتش خود به انطاکیه رسید و رونو را مجبور کرد تا ضمن متوقف‌کردن اعمالش، با وی بیعت کند. پس از آن رونو حمله‌ای را برای غارت کناره‌های رود فرات در مَرعش در سال ۱۱۶۰ یا ۱۱۶۱ ترتیب داد اما در حین حمله توسط امیر حلب، مَجدْالدین، اسیر و زندانی شد.
رونو تا سال ۱۱۷۶ در زندان امیر حلب باقی ماند. پس از پرداخت فدیه‌ای سنگین و آزاد شدن او، رونو به انطاکیه بازنگشت چرا که همسرش درگذشته بود. وی پس از مدتی با استفانی مایلی، جانشین قدرتمند ارباب‌نشین ماورای اردن، ازدواج کرد. در این زمان بالدوین چهارم حبرون یا الخلیل را نیز به وی اعطا کرد تا وی مبدل به یکی از بارون‌های ثروتمند و قدرتمند در پادشاهی اورشلیم شود. او کنترل کاروان‌های تجاری مابین مصر و سوریه بر عهده گرفت و حتی در سال ۱۱۷۷ به‌عنوان نایب حکومت بالدوین — به دلیل بیماری او — انتخاب شد. در همان سال، رونو، صلاح‌الدین ایوبی را در نبرد مونتگیسارد شکست داد. وی تنها شخص از رهبران مسیحی است که سیاست تهاجمی در قبال صلاح‌الدین ایوبی در پیش گرفت و کاروان‌های تجاری مسلمانان مصر و سوریه را غارت کرد. همچنین در اوایل ۱۱۸۳ وی با ساخت ۵ کشتی در دماغه خلیج عقبه به سواحل دریای سرخ یورش برد و کاروان زائران مسلمان به مقصد مکه را تهدید کرد. پس از آن صلاح‌الدین با خود عهد کرد که این اقدام رونو را هرگز نخواهد بخشید.
رونو یکی از حامیان سرسخت خواهر بالدوین، سیبیلا، و همسرش، گی لوزینیان، طی منازعات داخلی بر سر جانشینی بالدوین چهارم بود. سیبیلا و گی توانستند با همکاری رونو و ژوسلین تاج‌وتخت پادشاهی اورشلیم را در سال ۱۱۸۶ به‌دست بگیرند. رونو در اواخر ۱۱۸۶ یا اوایل ۱۱۸۷ به یکی از کاروان‌های تجاری مصر یورش برد، در حالی که مدعی بود که ملزم به رعایت آتش‌بس میان صلاح‌الدین ایوبی و پادشاهی اورشلیم نیست. پس از آن که وی از پرداخت خسارت امتناع کرد، صلاح‌الدین ایوبی یورش خود را به پادشاهی اورشلیم آغاز کرد و توانست ارتش صلیبی را در نبرد حطین شکست دهد. رونو در جریان این نبرد اسیر شد و صلاح‌الدین شخصاً پس از امتناع وی برای گرویدن به اسلام، سر وی را از گردن جدا کرد.

## ابتدای زندگی
رونو پسر کوچکتر هِروه دون، ارباب دونزی (در فرانسه امروزی)، بود. در تاریخ‌نگاری کلاسیک، رونو را پسر جفری، کنت ژین، معرفی کرده‌اند اما در سال ۱۹۸۹ ژان ریچارد، مورخ قرون وسطی، ضمن رد این ادعا، وی را فرزند ارباب دونزی می‌داند. این خاندان از اشراف بانفوذ در دوک‌نشین بورگوندی بودند که خود را از نوادگان پالادی (از خاندان‌های قدرتمند رومی در سنا) می‌دانستند.
رونو در حدود سال ۱۱۲۳ میلادی به دنیا آمد و پس از مدتی پدرش شاتیون-سو-لوآر را به وی واگذار کرد اما طبق نامه‌ای که از وی باقی مانده، اذعان داشته که بخشی از ارث او «به زور و ناعادلانه» مصادره شده‌است. طبق تاریخ‌نگاری کلاسیک، وی قبل از سال ۱۱۵۳ به پادشاهی اورشلیم آمد و به‌عنوان مزدور به ارتش بالدوین سوم پیوست اما بر اساس نظر مورخان جدید، وی همراه با لوئی هفتم طی جنگ صلیبی دوم عازم شرق شده‌است. ویلیام صوری، تاریخ‌نگار قرن ۱۲، که یکی از مخالفان وی بود، در اثر خود او را «یک سرباز عادی در ارتش صلیبی فرانسه» توصیف کرده‌است. لوئی هفتم پس از شکست در دمشق، در تابستان ۱۱۴۹ عازم فرانسه شد اما رونو در اراضی مقدس ماند و به فرانسه، زادگاه خود بازنگشت.
پس از شکست ریموند پواتیه، شاهزاده انطاکیه، در نبرد اناب در ۲۸ ژوئن ۱۱۴۸، شاهزاده‌نشین انطاکیه بی‌دفاع مانده بود. بالدوین سوم ــ که پسرعموی همسر ریموند، کنستانس بود ــ طی این دوران همراه با ارتش پادشاهی سه بار به انطاکیه رفت تا مانع از پیشروی مسلمانان در شاهزاده‌نشین انطاکیه شود. برای تضمین بقای شاهزاده‌نشین انطاکیه، بالدوین درصدد ترغیب کنستانس، حاکم انطاکیه، به ازدواج برآمد اما کنستانس تمامی گزینه‌های پیشنهادی او را رد کرد. کنستانس همچنین ژان راجریوس، گزینه پیشنهادی مانوئل یکم را نیز رد کرد.
بر اساس گفته استیون رانسیمان، رونو در سال ۱۱۵۱ بالدوین را در سفر به انطاکیه همراهی می‌کرد. بر اساس منابع، رونو در ارتش بالدوین طی محاصره اشکلون در اوایل سال ۱۱۵۳ حضور داشت. بر اساس نظر رانسیمان ممکن است نامزدی رونو و کنستانس قبل از حضور او در ارتش بالدوین آغاز شده باشد یا بر اساس گفته باربر نامزدی آنها قبل از محاصره اشکلون رخ داده باشد. با این حال آنها نامزدی خود را مخفی نگه داشتند تا آن که بالدوین ازدواج آنها را تأیید کرد.

## شاهزاده انطاکیه

دولت‌های صلیبی در حدود سال ۱۱۶۵ میلادی

پس از موافقت بالدوین، رونو با کنستانس ازدواج کرد و قبل از مه ۱۱۵۳ میلادی عنوان شاهزاده را برای خود برگزید. در همان ماه، او امتیازهای تجاری بازرگانان جمهوری ونیز را تأیید کرد. ویلیام صوری در اثر خود بیان داشته‌است که اتباع شاهزاده‌نشین انطاکیه از ازدواج شاهدخت «مشهور، قدرتمند و با اصل و نسب» با «یک شوالیه مزدور» متعجب شده بودند. پاتریارک ثروتمند انطاکیه، آیمری لیموژ، از مخالفان اصلی و سرسخت رونو بود. آیمری حتی درخواست رونو برای پرداخت اعانه به او را رد کرد. در مقابل، رونو وی را دستگیر و شکنجه داد و قبل از زندانی کردن، او را مجبور کرد در حالی بدنش پوشیده از عسل بود، عریان در مقابل خورشید بنشیند. آیمری پس از فرمان بالدیون سوم آزاد شد و پس از آن عازم اورشلیم شد.
امپراتور مانوئل نماینده‌های خود به انطاکیه فرستاد و پیشنهاد کرد که در صورت لشکرکشی رونو به پادشاهی ارمنی کیلیکیه — که در این زمان علیه امپراتوری بیزانس شوریده بود — او را به عنوان شاهزاده جدید انطاکیه به رسمیت می‌شناسد. همچنین مانوئل تضمین داد که تمامی هزینه‌های لشکرکشی به کیلیکیه را پرداخت خواهد کرد. پس از پیروزی رونو بر ارمنی‌ها در اسکندرون در سال ۱۱۵۵، شوالیه‌های معبد ناحیه گذرگاه بِلِن را که تحت کنترل ارمنی‌ها بود، به تصرف خود درآوردند. اگرچه منابع اولیه در این رابطه اطلاعات دقیقی ارائه نکرده‌اند اما رانسیمان و باربر معتقدند که رونو شاتیون این ناحیه را به آنها واگذار کرده‌است.
رونو بر اساس قول مانوئل، از وی خواست که هزینه‌های مالی لشکرکشی به کیلیکیه را پرداخت کند اما امپراتور بیزانس نتوانست هزینه‌های جنگ را کامل جمع‌آوری و پرداخت کند. در واکنش به این اتفاق، رونو با توروس دوم، شاهزاده ارمنستان متحد شد. آنها در اوایل سال ۱۱۵۶ حمله‌ای را به سمت قبرس، یکی از نواحی تابع امپراتوری بیزانس، ترتیب دادند و به مدت ۳ هفته این جزیره را غارت کردند. آنها تنها پس از شنیدن شایعه نزدیک‌شدن ناوگان دریایی بیزانس از قبرس خارج شدند با این حال قبل از بازگشت تمامی اهالی قبرس را به جز افراد ثروتمند همچون ژان دوکاس کومنوس — که وی را همراه با خود به انطاکیه بردند — مجبور به پرداخت فدیه خود کردند. قبرس برای مدت‌ها نتوانست خرابی‌های ناشی از حمله رونو و توروس را جبران کند.
به دنبال حضور تیری، کنت فلاندرز و ارتش او در اراضی مقدس و همچنین زلزله‌ای که بیشتر شهرهای شمال سوریه را ویران کرد، بالدوین سوم تصمیم گرفت به قلمرو مسلمانان در کرانه رود عاصی (اورونتس) در تابستان ۱۱۵۷ حمله کند. رونو نیز به ارتش پادشاهی پیوست و آنها را در محاصره شیزر همراهی کرد. شیزر در این زمان تحت کنترل حشاشین بود اما خاندان بنی منقذ در آنجا حکم می‌راند که سالیانه خراجی به شاهزاده‌نشین انطاکیه و رونو پرداخت می‌کردند. قبل از تصرف دژ شهر، بالدوین تصمیم گرفت این شهر را به تیری فلاندرز واگذار کند اما رونو اعلام کرد در صورت پرداخت خراج و اعلان فرمانبرداری تیری از او، با این امر موافقت می‌کند. پس از آن که تیری با این موضوع مخالفت کرد، نیروهای صلیبی متفرق شده و محاصره شهر بدون نتیجه خاصی پایان یافت. ارتش صلیبی پس از شیزر، حارم را محاصره کردند که زمانی تحت کنترل شاهزاده‌نشین انطاکیه بود اما نورالدین، اتابک حلب، آن را در ۱۱۵۰ تصرف کرده بود. پس از تصرف حارم در فوریه ۱۱۵۸، رونو کنترل آن را به رونو سن والی سپرد.
در دسامبر ۱۱۵۸ مانوئل، امپراتور بیزانس، به‌طور غیرمنتظره به کیلیکیه حمله برد و توروس مجبور شد به کوهستان‌ها فرار کند. رونو با آگاهی از این اتفاق به‌سرعت به موپسوئست رفت تا داوطلبانه تسلیم امپراتور بیزانس شود. با دستور امپراتور، رونو با پا و سر عریان چرخانده شد تا پس از آن به خیمه امپراتور رسد و در آنجا از مانوئل تقاضای عفو و بخشش کند. ویلیام صوری در این رابطه نوشته‌است که «شکوه و جلال جهان لاتین خوار شد» چرا که نمایندگان حکام مسلمان و مسیحی شاهد این اتفاق بودند. مانوئل زمانی او را بخشید که رونو حاضر به پذیریش پاتریارک یونانی (کلیسای شرق) در انطاکیه شد. رونو همچنین قول داد که نیروهای بیزانس تا هر زمان که لازم است در قلعه انطاکیه بمانند و در صورت نیاز ارتش خود را به کمک نیروهای بیزانس بفرستد. با این حال پس از مدتی بالدوین مانوئل را راضی که کرد که به جای پاتریارک یونانی، پاتریارک لاتین، آیمری لیموژ، جایگزین وی در انطاکیه شود. مانوئل یکم در ۱۲ آوریل ۱۱۵۹ با شکوه و عظمت وارد انطاکیه شد در حالی که رونو افسار اسب امپراتور بیزانس را در دست داشت. مانوئل پس از ۸ روز اقامت در انطاکیه، سرانجام در ۲۰ آوریل به قسطنطنیه بازگشت.
پس از تحقیر رونو توسط مانوئل، او تصمیم گرفت در نوامبر ۱۱۶۰ یا ۱۱۶۱ به کناره روز فرات در مرعش حمله برد تا غلات، اسب‌ها و شترهای آنجا را از بومیان به نفع خود ضبط کند. اما مجدالدین، امیر حلب، با آگاهی از این حمله، به رونو نیروهایش در مسیر بازگشت به انطاکیه حمله برد. رونو درصدد جنگیدن برای باز کردن راه فرار بود اما موفق نشد و توسط مجدالدین اسیر شد. پس از آن به حلب برده شد و در آن شهر زندانی شد.

## اسارت و آزادی

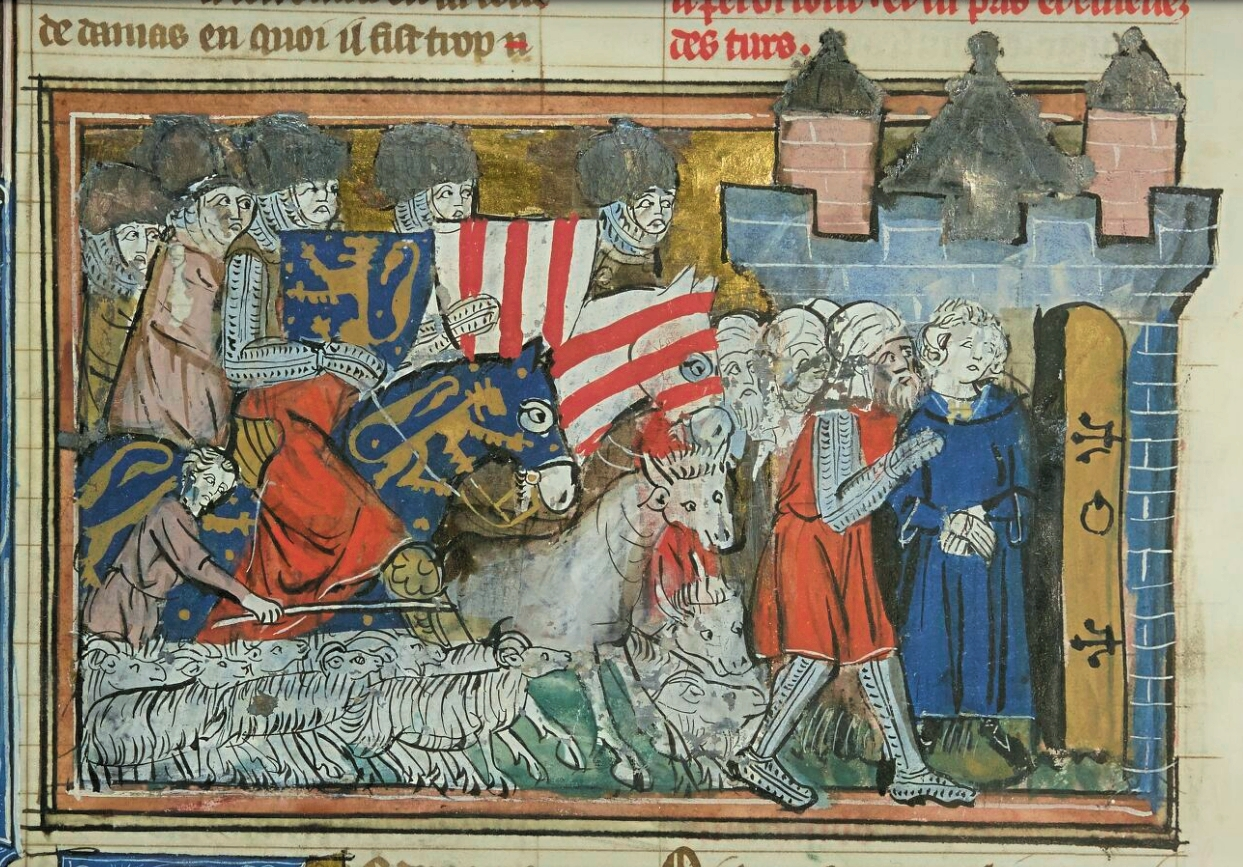
رونو در حلب پس از اسارت

تقریباً هیچ اطلاعی از زندگی و وضعیت رونو طی دوره اسارت وی (حدود ۱۵ سال) در حلب وجود ندارد. وی دورهٔ اسارت خود را با ژوسلین سوم کورتنی، که چند ماه پیش از رونو اسیر شده بود، گذارند. در غیاب رونو، کنستانس درصدد بود که به تنهایی بر شاهزاده‌نشین انطاکیه حکم براند اما با دستور بالدوین، آیمری لیموژ به‌عنوان نایب پسر ۱۵ ساله کنستانس، بوهموند، انتخاب شد تا دست کنستانس از حکومت انطاکیه دور بماند. کنستانس در حوالی سال ۱۱۶۳ درگذشت و کمی پس از مرگ او، پسرش به سن قانونی رسید و با عنوان بوهموند سوم در انطاکیه به قدرت رسید. مرگ کنستانس سبب شد تا رونو دیگر نتواند دعوی بر سر شاهزاده‌نشین انطاکیه داشته باشد. با این حال وی پس از ازدواج با کنستانس خود وی مبدل به شخص برجسته‌ای در اراضی مقدس شد و پیوندهای خانوادگی قدرتمندی با دیگر خاندان‌ها و پادشاهی‌ها ایجاد کرد؛ دخترخواندهٔ وی، ماریا، در سال ۱۱۶۱ با امپراتور بیزانس، مانوئل یکم، ازدواج کرد. دختر خود او، آگنس، نیز پس از ازدواج با بلای سوم ملکه مجارستان شد.
رونو و ژوسلین به همراه دیگر اسرای مسیحی در حلب پس از غلبه گمشتکین، حاکم حلب، بر همسایگانش در سال ۱۱۷۶ به دستور وی آزاد شدند. فدیه آزادی رونو حدود ۱۲۰ هزار دینار طلا بود بر اساس گفتهٔ باربر و همیلتون، احتمالاً فدیه وی توسط مانوئل یکم کومنوس پرداخت شده‌است.
رونو پس از آزادی، به همراه ژوسلین قبل از ۱ سپتامبر ۱۱۷۶ به اورشلیم رفت و با خواهر ژوسلین، آگنس کورتنی، متحد شد. آگنس مادر بالدوین چهارم جوان بود که از بیماری جذام رنج می‌برد. بنا به گفتهٔ برنارد همیلتون، رونو در این زمان از جانب بالدوین عازم قسطنطنیه شد تا دربارهٔ اتحاد پادشاهی اورشلیم و امپراتوری بیزانس علیه مصر مذاکره کند.

## ارباب ماورای اردن

### سال‌های ابتدایی

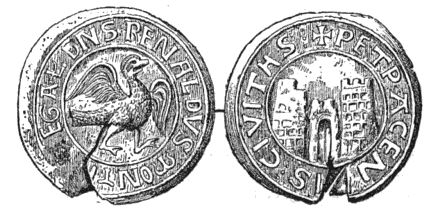
مُهر رونو شاتیون

رونو شاتیون پس از آزادی، با استفانی مایلی، بانوی ماورای اردن، ازدواج کرد و بالدوین چهارم الخلیل را به رونو سپرد. نخستین فرمانی که در آن از رونو به عنوان «ارباب حبرون و مونتریال» یاد شده به ۱ نوامبر ۱۱۷۷ بازمی‌گردد. وی ۶۰ شوالیه تحت امر خود داشت که نشان می‌داد وی به یکی از ثروتمندترین بارون پادشاهی مبدل شده‌است. رونو با داشتن دو قلعه کرک و مونتریال کنترل راه‌های تجاری میان دو بخش امپراتوری صلاح‌الدین ایوبی، مصر و شام، را در دست داشت. او و داماد بالدوین، ویلیام مونفروا، قلمروی وسیعی را به رودریگو آلوارز، مؤسس فرقه مونت‌جوی، برای تقویت مرزهای جنوبی و شرقی پادشاهی اهدا کردند. پس از مرگ ویلیام مونفروا در ژوئن ۱۱۷۷، بالدوین، رونو را به‌عنوان نایب حکومت خود انتخاب کرد.
پسرعموی بالدوین چهارم، فیلیپ یکم، کنت فلاندرز، در اوت ۱۱۷۷ به همراه ارتش صلیبی به پادشاهی اورشلیم رسید و پادشاه نیابت حکومتش را به وی پیشنهاد کرد اما فیلیپ ضمن رد درخواست وی اظهار کرد که تمایلی برای ماندن در اراضی مقدس ندارد. فیلیپ پس از استقرار در پادشاهی اعلان داشت که «حاضر به گرفتن دستور از هرکسی» است اما وقتی بالدوین جایگاه رونو را به‌عنوان نایب حکومت خود تأیید کرد، فیلیپ به این اقدام پادشاه اعتراض کرد. کنت فلاندرز پس از یک ماه از ورودش به اراضی مقدس، پادشاهی اورشلیم را ترک کرد و عازم فرانسه شد.
صلاح‌الدین ایوبی — پس از تسلط بر بخش اعظمی از سوریه — به اشکلون یورش برد اما ارتش پادشاهی در ۲۵ نوامبر در نبرد مونتگیسارد با او روبه‌رو شد و بر سلطان ایوبی شکست سنگینی وارد کرد. ویلیام صوری و ارنول این پیروزی را به بالدوین چهارم نسبت داده‌اند اما تاریخ‌نگاران مسلمان همچون ابن شداد معتقد بودند که رونو نقش اصلی را در این پیروزی ایفا کرده‌است. بنا به گفتهٔ ابن شداد، صلاح‌الدین در رابطه با این جنگ و شکستش گفته‌است: «شکستی بزرگ که خداوند با پیروزی در حطین آن را جبران کرد».
رونو در این زمان نخستین شخص در میان شاهدان امضای فرمان‌های سلطنتی در بازه زمانی ۱۱۷۷ تا ۱۱۸۰ میلادی بود که نشان می‌دهد او از قدرت و جایگاه بالایی در میان بارون‌های پادشاهی برخوردار بوده‌است. رونو یکی از حامیان سلطنتی گی لوزینیان — که با خواهر پادشاه سیبیلا ازدواج کرده بود — در اوایل سال ۱۱۸۰ میلادی بود؛ گرچه تعداد زیادی از بارون‌ها مخالف این ازدواج بودند. در همین زمان، خواهر ناتنی بالدوین، ایزابلا، با پسرخواندهٔ رونو، هومفری چهارم تورون و روبن سوم، ارباب ارمنی کیلیکیه، با دخترخواندهٔ رونو، ایزابلا تورن، ازدواج کردند. بالدوین چهارم در اوایل سال ۱۱۸۱ رونو را به همراه هراکلیوس به انطاکیه فرستاد تا میان بوهموند سوم و آیمری لیموژ وساطت کنند.

### جنگ با صلاح‌الدین

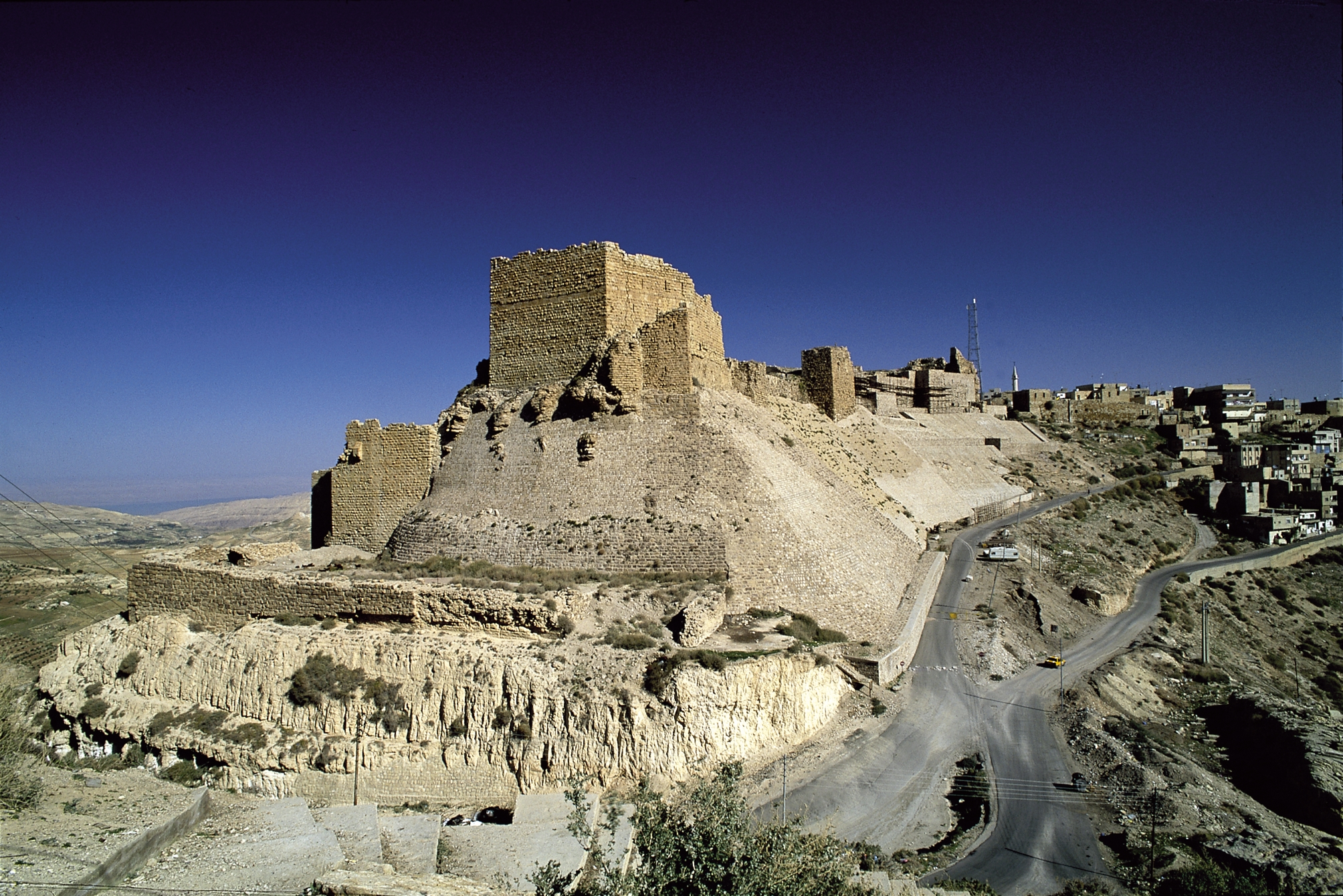
قلعه کرک، مرکز ارباب‌نشین ماورای اردن (در اردن امروزی)

رونو شاتیون تنها فرمانده مسیحی بود که در دهه ۱۱۸۰ میلادی با صلاح‌الدین جنگید. تاریخ‌نگار ارنول به دوتا از یورش‌های رونو به کاروان‌های تجاری مصر و سوریه اشاره کرده‌است که منجر به شکسته‌شدن آتش‌بس و معاهده صلح میان صلاح‌الدین و بالدوین شد. مورخان جدید همیلتون معتقدند که رونو از این یورش‌ها یک دلیل داشته‌است: غنائمی که از غارت این کاروان‌ها نصیبش می‌شد یا ممانعت از پیشروی صلاح‌الدین در منطقه و الحاق مناطق جدید به قلمروش بود. در برهه‌ای که صلاح‌الدین درصدد فتح حلب پس از مرگ امیر جوان زنگی، صالح اسماعیل، بود، رونو در اواخر ۱۱۸۱ به قلمرو صلاح‌الدین (مسیر تجاری میان تبوک و دمشق) یورش برد. برادرزاده صلاح‌الدین، فرخ‌شاه، برا عقب‌راندن وی از صحرای عربستان حمله‌ای به ماورای اردن ترتیب داد. با وجود این حرکت، رونو کاروانی را غارت و تجار آن را دستگیر کرد. با اعتراض صلاح‌الدین به عمل، بالدوین به رونو دستور آزادی اسرای مسلمان را داد اما رونو از اجرای این دستور سرباز زد. اختلاف میان بالدوین و رونو منجر به دخالت و وساطت کنت طرابلس، ریموند، شد. با بروز اختلافات میان رونو با بالدوین و حضور ریموند در دربار، رونو جایگاه قوی خود را در پادشاهی از دست داد تا ریموند جایگزین وی شود. با این حال، وی شرایط جدید را پذیرفت و با پادشاه و ریموند برای مقابله با صلاح‌الدین در تابستان ۱۱۸۲ همکاری کرد.
در این زمان صلاح‌الدین ضمن احیای ناوگان دریایی مصر، حمله‌ای دریایی را برای تصرف بیروت ترتیب داد اما ناوگان وی بدون دستاورد خاصی مجبور به عقب‌نشینی شد. در فوریه ۱۱۸۳، رونو نیز دستور داد در خلیج عقبه، در شمال دریای سرخ، ۵ کشتی بسازند. رونو با کمک این ۵ کشتی قلعه مصریان در جزیره فرعون را محاصره کرد. همزمان، بخشی از ناوگان وی، با غارت سواحل شرقی دریای سرخ، شهرهای مقدس مسلمانان، مکه و مدینه را تهدید کرد. با این حال رونو محاصره را ترک کرد و به کرک بازگشت اما ناوگان و نیروهای او محاصره را ادامه دادند. برادر صلاح‌الدین، العادل، حاکم مصر، ناوگان خود را برای عقب‌راندن ناوگان رونو فرستاد. نیروهای العادل توانستند محاصره جزیره فرعون را بشکنند و ناوگان رونو را از هم بپاشند. پس از شکست ناوگان رونو، صلاح‌الدین با خود عهد کرد که رونو را هرگز نبخشد. اگرچه بنا به نظر برنارد همیلتون، تحرکات دریایی رونو در دریای سرخ نشان از نبوغ و ابتکار نظامی او بود اما بیشتر مورخان همچون رانسیمان اعتقاد دارند که این اقدام منجر به اتحاد کامل سوریه و مصر تحت حکومت صلاح‌الدین برای مقابله با صلیبیون شد. صلاح‌الدین در ژوئن ۱۱۸۳، حلب را تصرف کرد تا محاصره کامل دولت‌های صلیبی تکمیل شود.
بالدوین چهارم که بیماری‌اش شدید شده بود، گی لوزینیان را به‌عنوان بِیْلی (نایب حکومت) خود در اکتبر ۱۱۸۳ انتخاب کرد. اما پس از یک ماه، بالدوین گی را کنار گذاشت و خواهرزاده‌اش، بالدیون پنجم، را به‌عنوان جانشین خود انتخاب کرد. در زمان انتخاب و تاج‌گذاری بالدوین پنجم رونو به دلیل عروسی پسرخوانده‌اش، هومفری، با ایزابلا، در اورشلیم حضور نداشت. در همین زمان صلاح‌الدین ناگهان به ماورای اردن یورش برد و ساکنان مناطق این ارباب‌نشین مجبور شدند به کرک پناه ببرند. صلاح‌الدین پس از یورش به شهر، قلعه را — که در رونو در آن حضور داشت — محاصره کرد. بر اساس گفته ارنول، همسر رونو فرستاده‌ای را به همراه غذاهای عروسی به جانب به صلاح‌الدین فرستاد تا او را متقاعد کند که بمباران قلعه را در حین عروسی پسرش متوقف کند. بالدوین چهارم با اطلاع از محاصره کرک، همراه با ریموند و ارتش پادشاهی عازم کرک شد. صلاح‌الدین نیز پیش از رسیدن نیروهای اورشلیم، محاصره را در ۴ دسامبر رها کرد و به دمشق بازگشت. با دستور صلاح‌الدین، عزالدین عثمان، قلعه‌ای در عجلون نزدیک به قلمروی رونو بنا کرد.

### تاج‌بخش

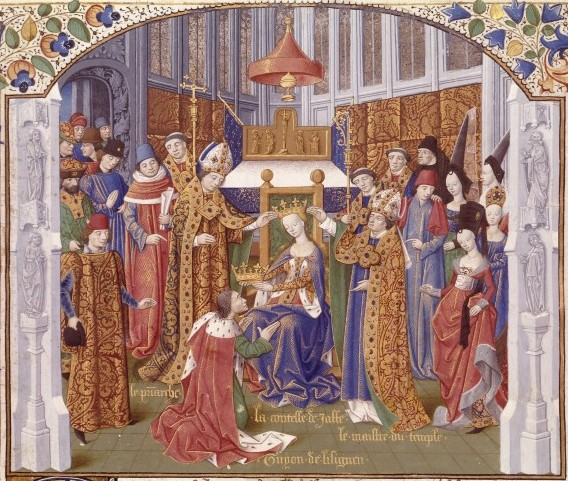
تاج‌گذاری گی لوزینیان توسط همسرش سیبیلا

بالدوین اوایل سال ۱۱۸۵ درگذشت. جانشین او، بالدوین پنجم، نیز در اواخر تابستان ۱۱۸۶ درگذشت. دیوان عالی اورشلیم پس از مرگ دو بالدیون، حکم کرده بود که سیبیلا (خواهر بالدوین چهارم و مادر بالدوین پنجم) و ایزابلا (خواهر ناتنی بالدوین چهارم) بدون اجازه و تصمیم پاپ، امپراتور مقدس روم، پادشاه فرانسه و انگلستان دربارهٔ جانشین بالدوین، نمی‌توانند تاج‌گذاری کنند. با این حال، ژوسلین سوم، دایی سیبیلا، کنترل پادشاهی را با حمایت رونو و سایر اشراف قدرتمند به‌دست گرفت. بر اساس استوریه د اراکلس، در همین زمان رونو از مردم خواست تا سیبیلا را به عنوان ملکه اورشلیم بپذیرند. نایب حکومت، ریموند و حامیانش درصدد بودند تا مانع از تاج‌گذاری سیبیلا شوند بنابراین حکم دیوان عالی اورشلیم را به همگان یادآور می‌شدند. با نادیده‌گرفتن اعتراض آنها، رونو و جرارد رایدفورت، رهبر شوالیه‌های معبد، سیبیلا را تا مقبره مقدس همراهی کردند تا وی در آنجا تاج‌گذاری کند. سیبیلا همچنین ترتیب تاج‌گذاری همسرش، گی لوزینیان، را فراهم کرد، هرچند که وی چهره محبوبی در میان بزرگان اورشلیم نبود. مخالفان سیبیلا درصدد بود تا هومفری را متقاعد سازند که به واسطه ازدواجش با ایزابلا، مدعی تاج‌وتخت شود اما وی از این کار امتناع کرد و به سیبیلا و گی سوگند وفاداری یاد کرد. نام رونو در فرمان‌ها و منشورهای سلطنتی در بازه زمانی ۲۱ اکتبر ۱۱۸۶ تا ۷ مارس ۱۱۸۷ در صدر بود که نشان قدرت گرفتن مجدد وی در دربار پادشاهی بود.
ابن اثیر و سایر تاریخ‌نگاران مسلمان در آثار خود نوشته‌اند که آتش‌بسی میان رونو و صلاح‌الدین در سال ۱۱۸۶ برقرار شد اما بر اساس نظر برنارد همیلتون، این موضوع غیرمحتمل است چراکه آتش‌بس میان پادشاهی اورشلیم و صلاح‌الدین بوده که شامل رونو و قلمروی او نیز می‌شد. در اواخر سال ۱۱۸۶ یا اوایل سال ۱۱۸۷، کاروانی با ثروت زیاد از ماورای اردن، قلمروی رونو، به مقصد سوریه حرکت می‌کرد. بر اساس گفته ابن اثیر، گروهی از سربازان این کاروان را همراهی می‌کردند. رونو با بهانه حضور سربازان در این کاروان که منجر به نقض آتش‌بس می‌شد، کاروان را غارت و اهالی آن را اسیر کرد و حتی فرستاده صلاح‌الدین را که برای بازخواست عمل و دریافت غرامت به کرک آمده بود، به حضور نپذیرفت. صلاح‌الدین فرستادگان خود را به جانب گی فرستاد تا اعتراض خود را نسبت به عمل رونو اعلام کند و گی اعتراض صلاح‌الدین را پذیرفت. با این حال، رونو درخواست پادشاه اورشلیم را رد کرد و اذعان داشت که «او مثل گی لوزینیان، ارباب قلمروی خود است و هیچ معاهده آتش‌بس و صلحی با ساراسن‌ها ندارد». صلاح‌الدین در واکنش، علیه پادشاهی اورشلیم اعلام جهاد کرد و قسم خورد شخصاً رونو را به دلیل مکرر عهد بکشد.
شاهزاده رونو، ارباب کرک، از بزرگترین و شریرترین فرانک‌ها که خصومت زیادی با مسلمانان داشت و برای آنها خطرناک‌ترین شخص بود. با آگاهی از این، صلاح‌الدین او را به دلیل یورش‌های مکررش هدف قرار می‌داد. در نتیجه او در برابر صلاح‌الدین شکست خورد و حقیر شد و خواهان آتش‌بس. پس از آتش‌بس، کاروان‌ها میان سوریه و مصر با آرامش و صلح حرکت می‌کردند تا آن که در سال ۵۸۲ هجری، کاروانی غنی همراه با مردان زیاد با همراهی سربازانی از قلمروی او [ماورای اردن] عبور می‌کرد. آن ملعون اهالی کاروان را اسیر و تمامی کالا را به غنیمت برد. صلاح‌الدین او را به خاطر چنین عملی سرزنش کرد و او را تهدید کرد که اسیران را آزاد و کالاهای ضبط‌شده را برگرداند اما رونو مخالفت کرد. صلاح‌الدین نیز عهد یاد کرد که اگر روزی رونو را در چنگ خود داشته باشد، او را بی‌درنگ خواهد کشت.— ابن اثیر: الکامل، ۳۱۶–۳۱۷

## اسارت و اعدام

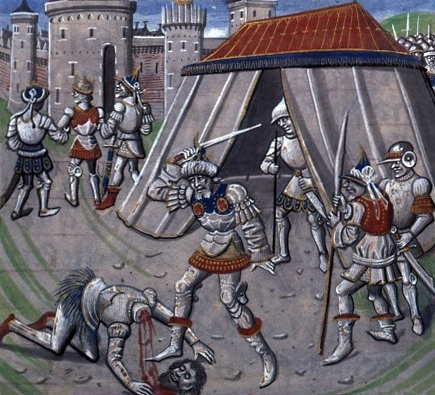
اعدام رونو در حطین

در استوریه د اراکلس به اشتباه بیان شده که خواهر صلاح‌الدین نیز در کاروان حضور داشته و توسط رونو اسیر شده‌است. در واقع، او در مارس ۱۱۸۷ همراه با کاروان متشکل از حجاج سوری به دمشق بازگشت. صلاح‌الدین برای مراقبت از خواهرش، نیروهای خود را به ماورای اردن فرستاد تا آنها را تا دمشق همراهی کند. صلاح‌الدین در ۲۶ آوریل به ماورای اردن یورش برد و قلمروی رونو را به مدت یک ماه مورد تاخت و تاز خود قرار داد. پس از آن صلاح‌الدین به عشتره، محلی که نیروهایش در آنجا جمع شده بودند، بازگشت.
نیروهای صلیبی در سفوریس گرد آمده بودند. رونو و جرارد رایدفورت در تلاش بودند تا پادشاه گی را برای حمله به ارتش صلاح‌الدین ترغیب کنند در حالی که ریموند تلاش می‌کرد پادشاه متقاعد سازد که از جنگ مستقیم با صلاح‌الدین اجتناب کند؛ به همین خاطر، رونو ریموند را متهم کرد که با دشمن همکاری می‌کند تا پادشاه اورشلیم چرا که درصدد فرار از جنگ با صلاح‌الدین است. گی پس از بحث‌ها متقاعد شد که به سمت صلاح‌الدین حمله برد. سرانجام صلاح‌الدین در حطین، نیروهای صلیبی را در ۴ ژوئیه درهم شکست. بیشتر فرماندهان ارتش پادشاهی از جمله گی لوزینیان و رونو شاتیون سیر صلاح‌الدین شدند و مابقی نیز همچون ریموند و بالین ابلین از معرکه گریختند.
گی لوزینیان و رونو از میان اسیران به نزد صلاح‌الدین برده شدند. صلاح‌الدین جامی از گلاب یخ‌زده را به گی داد تا از آن بنوشد. پس از نوشیدن از جام، گی آن را به رونو داد. عمادالدین اصفهانی، از حاضران آن جمع، در اثر خود نوشته‌است که رونو مقداری از جام نوشید. طبق سنت عربی، اطعام یا نوشاندن به اسیر به معنای زنده نگه‌داشتن او بود. اما صلاح‌الدین گفت که جام را به گی لوزینیان داده‌است نه رونو. پس رونو را به چادر خود فراخواند و خطاها و جرم‌های وی را یادآور شد. بر اساس گفتهٔ عمادالدین و ابن اثیر صلاح‌الدین به رونو پیشنهاد کرد که یا مسلمان شود یا مرگ را برگزیند. پس از مخالفت رونو با تغییر کیش خود، صلاح‌الدین شمشیر خود را کشید و ضربه‌ای به رونو وارد کرد. زمانی که رونو بر روی زمین افتاد، صلاح‌الدین بنا به عهد خود، سر او را از بدنش جدا کرد. برخی از مورخان معاصر همچون مالِت معتقدند که تاریخ‌نگاران مسلمانان درصدد بودند تا چهره صلاح‌الدین را خوب نشان دهند و نویسنده استوریه د اراکلس نیز متأثر از آنها این حادثه را ثبت کرده‌است. با این حال ارنول در کتاب خود بیان داشته که رونو پس از دریافت جام از سوی گی، از نوشیدن آن امتناع کرده‌است. بنا به گفته ارنول، سر بریده رونو به از حطین تا دمشق بر روی زمین کشیده شد تا در معرض دید همگان قرار گیرد. بر اساس گفته بهاءالدین، ترس پس از مرگ رونو شاتیون، گی لوزینیان را فراگرفت اما صلاح‌الدین او را مطمئن ساخت که «یک پادشاه، پادشاه دیگر را نمی‌کشد».

## خانواده

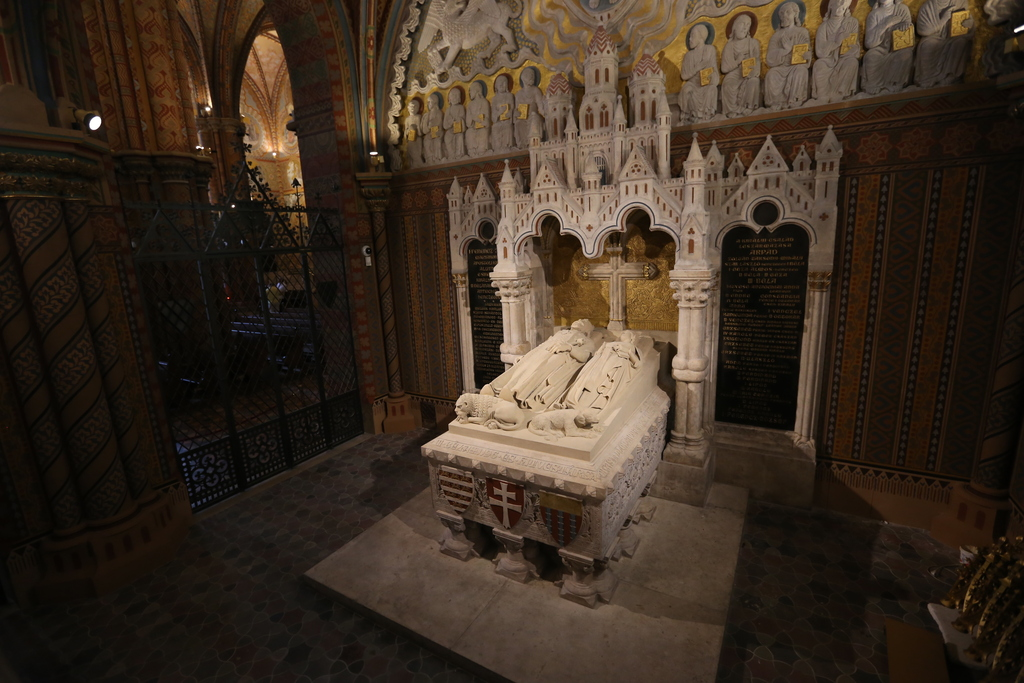
مقبره دختر رونو، آگنس و همسرش بلای سوم، پادشاه مجارستان

همسر نخست رونو، کنستانس انطاکیه (زادهٔ ۱۱۲۸)، تنها دختر بوهموند دوم و آلیس انطاکیه بود. کنستانس پس از مرگ پدرش، به‌عنوان جانشین وی در سال ۱۱۳۰ میلادی انتخاب شد. پس از آن با ریموند پواتیه در سال ۱۱۳۶ ازدواج کرد. یک سال پس از مرگ مرگ ریموند، رونو با کنستانس ازدواج کرد و قدرت را در انطاکیه در دست گرفت. دختر آنها آگنس، در اوایل سال ۱۱۷۰ به قسطنطنیه رفت و با شاهزاده مجارستان، آلکسیوس، برادر جوانتر استفان سوم، که در امپراتوری بیزانس زندگی می‌کرد، ازدواج کرد. آگنس در آنجا نام خود را به آنا تغییر داد. همسرش پس از مرگ برادرش با عنوان بلای سوم در سال ۱۱۷۲ میلادی تاج‌گذاری کرد. آگنس نیز به همراه همسرش به مجارستان رفت و قبل از مرگش در سال ۱۱۸۷، ۷ فرزند برای او به دنیا آورد. دختر دوم رونو و کنستانس، آلیس، همسر سوم آزو چهارم است که در سال ۱۲۰۴ شد. بر اساس گفته برنارد همیلتون، رونو همچنین پسری از کنستانس داشت به نام بالدوین اما رانسیمان معتقد است که این پسر از همسر نخست کنستانس است نه رونو. بالدوین در اوایل دهه ۱۱۶۰ به قسطنطنیه رفت و به خدمت امپراتوری بیزانس درآمد. وی در ۱۷ سپتامبر ۱۱۷۶ در نبرد میریوکیفالون که به عنوان فرمانده سواره‌نظام حضور داشت، کشته شد.
همسر دوم رونو، استفانی مایلی، دختر جوانتر ارباب نابلس، فیلیپ مایلی و ایزابلا ارباب ماورای اردن بود. او در حدود سال ۱۱۴۵ به دنیا آمد. همسر اول او، هومفری سوم تورون، در حدود سال ۱۱۷۳ میلادی درگذشت. وی ارباب‌نشین ماورای اردن را از بیاتریس بریسبار پس از ازدواجش با مایلز پلانسی در اوایل سال ۱۱۷۴ میلادی به ارث برد. مایلز در اکتبر ۱۱۷۴ به قتل رسید.

## میراث
بیشتر اطلاعاتی که مسلمانان دربارهٔ رونو ثبت کرده‌اند، نگاهی منفی به این شخصیت داشته‌اند. بهاءالدین ابن شداد رونو را «هیولایی کافر و ظالمی خوفناک» در زندگی‌نامه صلاح‌الدین توصیف کرده‌است. صلاح‌الدین رونو را با ابرهه، پادشاه اتیوپی مقایسه می‌کند که در سال ۵۷۰ درصدد حمله و تخریب مکه بود و در سوره فیل قرآن با عنوان «فیل» شناخته می‌شود.
بیشتر نویسندگان مسیحی که در قرن ۱۲ و ۱۳ میلادی در رابطه با شخصیت رونو شاتیون نوشته‌اند، بیشتر متأثر از مخالف سیاسی وی، ویلیام صوری بوده‌اند. نویسندهٔ استوریه د اراکلس در اثر خود بیان داشته که حملات رونو به کاروان‌ها در سال ۱۱۸۶ و ۱۱۸۷ منجر به از دست قلمروی پادشاهی شد. مورخان جدید از جمله همیلتون معمولاً رونو را «آدم تک‌رو که بیشتر به مسیحیان آسیب وارد کرد تا مسلمانان» توصیف کرده‌اند. رانسیمان رونو را قاتلی می‌داند که نتوانست در مقابل وسوسهٔ غارت کاروان‌های تجاری ثروتمند که از ماورای اردن عبور می‌کردند، مقاومت کند. رانسیمان همچنین استدلال می‌کند که رونو با وجود معاهده آتش‌بس در دهه ۱۱۸۰ به کاروان‌ها حمله کرد چون «نمی‌توانست سیاستی را که برخلاف میل اون بود، بپذیرد». بر اساس گفته باربر، رفتار و اعمال رونو طی حکومت گی لوزینیان نشان می‌دهد که پادشاهی در آن زمان به «مجموعه‌ای قلمروهای خودمختار» تجزیه شده بود.
با وجود نگاه منفی برخی به رونو شاتیون، برخی نویسندگان مسیحی رونو را شهیدی در راه دین می‌دانستند؛ پیتر بلویی کتابی تحت عنوان مصائب شاهزاده رونو انطاکیه اندکی پس از مرگ وی تألیف کرد. از میان مورخان جدید نیز، برنارد همیلتون رونو را «رهبری با مسئولیت و باتجربه» می‌داند که برخلاف دیگران، اقداماتی را برای ممانعت از اتحاد حکومت مسلمان تحت لوای صلاح‌الدین کرده‌است.